# Đại học Heriot-Watt
Heriot-Watt University là trường đại học công lập có trụ sở ở Edinburgh, Scotland, được thành lập năm 1821 với tên gọi School of Arts of Edinburgh (Trường nghệ thuật Edinburgh), học viện cơ học đầu tiên trên thế giới và sau đó được phép cấp bằng đại học theo điều lệ hoàng gia vào năm 1966. Đây là cơ sở giáo dục lâu đời thứ tám ở UK. Tên gọi Heriot-Watt được lấy dựa theo tên nhà phát minh James Watt và George Heriot, một thợ kim hoàn và nhà hảo tâm người Scotland.
Đại học Heriot-Watt đạt danh hiệu "Đại học quốc tế của năm"  do The Times and Sunday Times Good University Guide 2018 ghi nhận vì sự hiện diện và tầm ảnh hưởng của mình. Trường được Times Higher Education World University Rankings xếp hạng trong số 300 trường hàng đầu thế giới. Cùng năm, The Complete University Guide xếp hạng trường thứ 35 ở UK, trên một số trường đại học thuộc nhóm Russell Group . Từ khi được thành lập, trường có mối quan hệ chặt chẽ với trường Đại học Edinburgh (University of Edinburgh) trong nghiên cứu và giảng dạy.